# Éducation en Vaucluse
Le département de Vaucluse dépend administrativement de Académie d'Aix-Marseille.

## Présentation
Année 2008-2009, le département de Vaucluse comprend :
Une université, Avignon Université (anciennement Université d'Avignon et des Pays de Vaucluse).
18 lycées (12 publics et 6 privés, 12 lycées professionnels (10 publics et 2 privés) et 1 EREA), financés par la région.
54 collèges (41 publics et 13 privés) financés par le Conseil général de Vaucluse.
401 écoles maternelles et primaires (372 publiques et 29 privées).

## Université
L'Avignon Université regroupe 4 composantes, dont 1 IUT.
L'Université d'Avignon se divise en 3 composantes enseignement-recherche (Institut AgES, Institut CPSN, CERI) un Institut universitaire de technologie (4 départements : Techniques de commercialisation, Génie biologique, Génie du conditionnement et de l'emballage et Statistique et traitement informatique des données) et un Centre d'Étude et de Recherche en Informatique (CERI) (ancien Institut universitaire professionnalisé) où se trouve le Laboratoire Informatique d'Avignon (LIA). Généraliste, l'université dénote cependant d'un ancrage autour des domaines "Agrosciences" (Site Agroparc) et "Culture et patrimoine" (Site Sainte-Marthe).

## Lycées
Les abréviations utilisées ci-après sont :
Baccalauréats généraux : ES (Économique et Social), L (Littéraire, S SI (Scientifique option Sciences de l'ingénieur) et S SVT (Scientifique option Sciences de la vie et de la terre).
Baccalauréats technologiques : Il y a sept séries: ST2S (sciences et technologies de la santé et du social), STI (sciences et technologies industrielles), STL (sciences et technologies de laboratoire), STG (sciences et technologies de la gestion), STAV (sciences et technologies de l'agronomie et du vivant), Hôtellerie et TMD (techniques de la musique et de la danse). Les spécialités pour STL sont : BGB (spécialité Biochimie Génie Biologique), CLPI (spécialité Chimie de laboratoire et de procédés industriels) et PLPI (spécialité Physique de laboratoire et de procédés industriels).
Le choix du nom d'un lycée est actuellement échu au Conseil général du département. Le maire et le conseil d'administration de l'établissement donnent d'abord un avis consultatif et le Conseil général décide ensuite. Les noms des lycées évoluent peu dans le temps.

### Lycées (LEGT) publics
Un lycée public faisant partie des établissements publics locaux d'enseignement (EPLE) est rattaché à la région (région Provence-Alpes-Côte d'Azur pour le Vaucluse) et soumis au contrôle du recteur d'académie (Académie d'Aix-Marseille). Il est dirigé par un proviseur assisté d'un conseil d'administration.
Les lycées ayant l'appellation LEGT (Lycée d'enseignement général et technologique) s'appellent fréquemment lycée polyvalent régional suivi de leur nom. Il propose  tous les baccalauréats généraux séries ES, L et S mais différent pour les baccalauréats technologiques.
Lycée Charles-de-Gaulle à Apt (387 élèves et 74 personnels en 2008-2009. Il est situé (avec le collège) dans la cité scolaire, dont les bâtiments primitifs ont abrité une couvent franciscain fondé vers 1220 par des compagnons de François d'Assise. Ce lycée dispose d'un internat. 
Le lycée propose les baccalauréats généraux séries ES, L et S et technologiques séries STG (les 4 options). Il propose aussi un CAP APR (Agent polyvalent de restauration), des BAC PRO secrétariat, comptabilité et SEN électronique tous en trois ans.
Lycée Frédéric-Mistral à Avignon (1208 élèves et 157 personnels en 2008-2009). C'est le plus vieux lycée de Vaucluse, anciennement collège royal d'Avignon. Hélas, l'époque a bien changé et la sectorisation, entre autres, a complètement modifié la fréquentation bourgeoise de ce lycée de centre-ville qui, désormais, n'a plus le monopole de l'excellence tout comme son voisin le lycée Aubanel (ancien lycée de Jeunes filles).
Lycée Théodore Aubanel à Avignon (1691 élèves et 211 personnels en 2008-2009). Ce lycée dispose d'un internat (pour jeunes filles uniquement). Le lycée propose les baccalauréats généraux séries L, ES et S et de nombreux baccalauréats technologiques, séries STMG (les 4 options sont proposées). Ainsi, le lycée Aubanel peut pallier le manque d'effectifs dans les séries générales (surtout après l'ouverture du lycée Jean-Vilar à Villeneuve-les-Avignon) en développant son secteur technologique et en créant par là même un vivier de futurs étudiants en BTS tertiaire et DCG. Du lycée classique d'autrefois en perte de vitesse, le lycée Aubanel est devenu un grand lycée technique du XXIe siècle.
Lycée Philippe de Girard à Avignon (822 élèves et 143 personnels en 2008-2009). Ce lycée dispose d'un internat. Le lycée propose les baccalauréats généraux séries ES, L et S et technologiques séries STI (Productique, Électronique, Électrotechnique, Systèmes mécaniques motorisés). Le lycée possède également une classe européenne en anglais.
Lycée René Char à Avignon (962 élèves et 135 personnels en 2008-2009). Ce lycée dispose d'un internat. Le lycée propose les baccalauréats généraux séries ES, L et S et technologiques séries STG, STL BGG et STL CLPI.
Lycée Lucie-Aubrac (ouvert à la rentrée 2006) à Bollène (520 élèves et 72 personnels en 2008/2009). Le lycée propose les baccalauréats généraux séries ES, L et S et technologiques séries STG.
Lycée Jean-Henri Fabre à Carpentras (1100 élèves et 141 personnels en 2008-2009). Ce lycée dispose d'un internat. Le lycée propose les baccalauréats généraux séries ES, L et S et technologiques séries STI.
Lycée Victor-Hugo à Carpentras (1163 élèves et 143 personnels en 2008/2009). Ce lycée dispose d'un internat. Le lycée propose les baccalauréats généraux séries ES, L et S et technologiques séries STG. De plus à la rentrée 2009, 2 BTS vont être créés BTS AD (assistant de direction) et BTS SP3S (Services et Prestations des Secteurs Sanitaire et Social).
Lycée Ismaël-Dauphin à Cavaillon (1056 élèves et 136 personnels en 2008/2009). Ce lycée dispose d'un internat.
Lycée Alphonse Benoît à L'Isle-sur-la-Sorgue (954 élèves et 129 personnels en 2008-2009). Ce lycée dispose d'un internat.
Lycée de l'Arc à Orange (1091 élèves et 135 personnels en 2008-2009). Ce lycée dispose d'un internat.
Lycée Val de Durance à Pertuis (1004 élèves et 118 personnels en 2008-2009).

### Lycées privés
Tous ces lycées disposent d'un internat sauf Saint-Louis à Orange.
Lycée Louis Pasteur à Avignon (824 élèves en 2008/2009). 
Lycée Saint-Joseph d'Avignon (1101 élèves en 2008/2009). 
Lycée Saint-Jean-Baptiste de la Salle à Avignon (276 élèves en 2008/2009). 
Lycée Immaculée Conception à Carpentras (204 élèves en 2008/2009). 
Lycée Saint-Joseph à Carpentras (227 élèves en 2008/2009). 
Lycée Saint-Louis à Orange (319 élèves en 2008/2009).

### Lycées professionnels publics
Tous ces lycées disposent d'un internat.
LP Maria Casarès à Avignon (679 élèves et 95 personnels en 2008/2009). 
LP Robert Schumann à Avignon (491 élèves et 100 personnels en 2008/2009). 
LP René Char à Avignon (300 élèves et 53 personnels en 2008/2009). 
LP Victor Hugo à Carpentras (448 élèves et 50 personnels en 2008/2009). 4 bac pro sont proposés : secrétariat, comptabilité, accueil services et vente ainsi que 3 BEP : métiers du secrétariat, métiers de la comptabilité et vente action marchande.
LP Alexandre Dumas à Cavaillon (810 élèves et 125 personnels en 2008/2009). 
LP Aristide Briand à Orange (444 élèves et 72 personnels en 2008/2009). 
LP de l'Argensol à Orange (358 élèves et 76 personnels en 2008/2009). 
LP de Sorgues (406 élèves et 69 personnels en 2008/2009). 
LP Fernad Revoul à Valréas (365 élèves et 72 personnels en 2008/2009). 
LP Domaine d'Eguilles à Vedene (610 élèves et 107 personnels en 2008/2009).

### Lycées professionnels privés
LP Saint-Vincent-de-Paul à Avignon (787 élèves en 2008-2009).
LP Saint-Jean-Baptiste de la Salle à Avignon (234 élèves en 2008/2009). Ce lycée dispose d'un internat.
LP Saint Dominique à Valréas (330 élèves en 2013/2014). Ce lycée dispose d'un internat.

### EREA
Le Vaucluse à un EREA (établissement régional d'enseignement adapté). EREA Paul Vincensini de Vedene (112 élèves et 46 personnels en 2008/2009). Le lycée possède un internat.

## Histoire

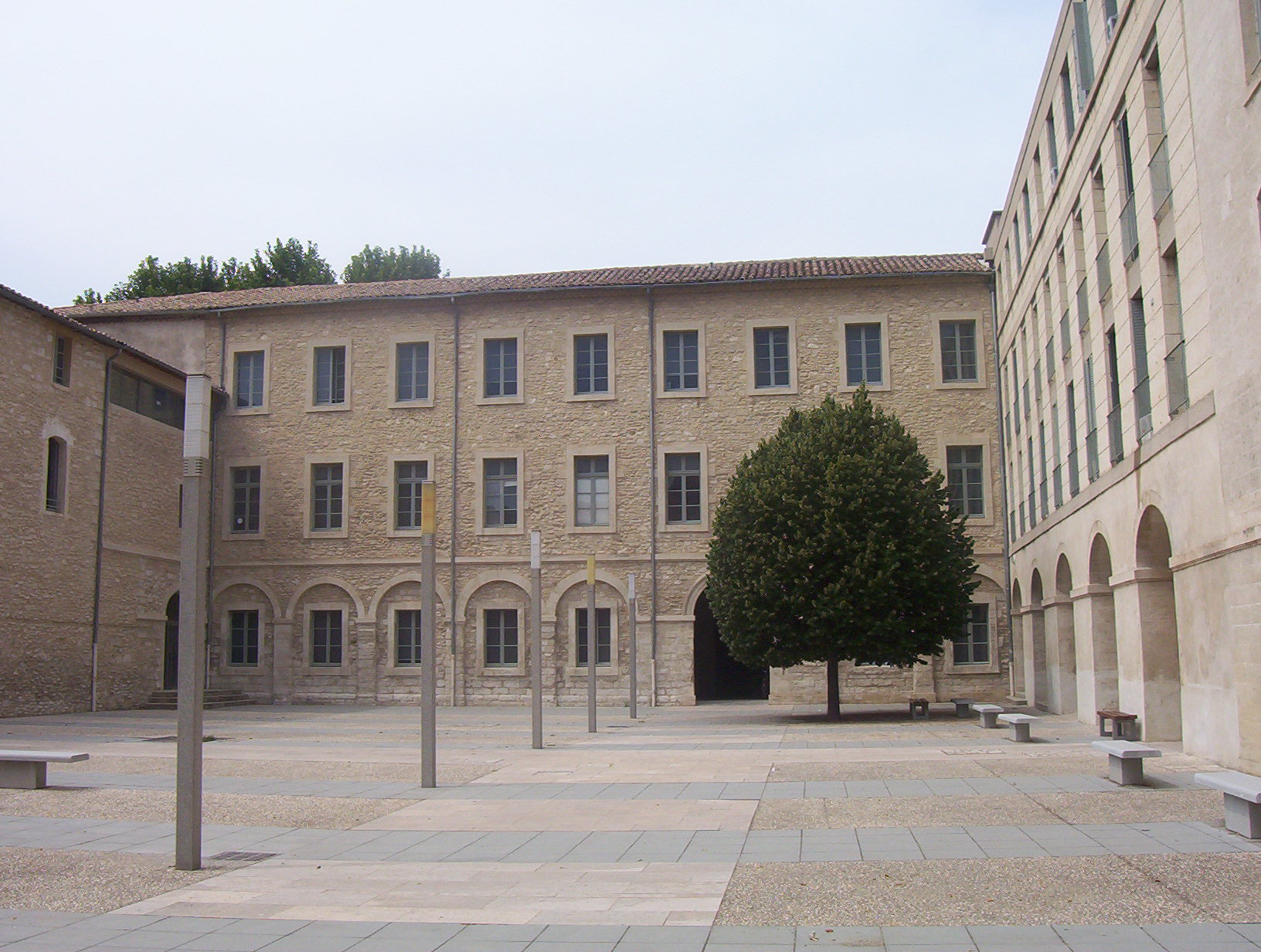
Cour intérieure de l'université à Sainte-Marthe

L'éducation supérieure en Vaucluse a une histoire qui débute bien avant la création du département. On trouve des écrits au XIIIe sur des écoles à Avignon de droit, médecine, théologie, arts grammaticaux, etc. Puis, le 2 juillet 1303, pour concurrencer la création de la Sorbonne, jugée trop proche du pouvoir royal français, le Pape Boniface VIII fonde l'université d'Avignon.  Les écoles qui existent déjà sont fédérées autour de quatre facultés et développées au sein de l'université grâce aux subsides de la papauté encore romaine. Le 5 mai de la même année, Charles II, roi de Sicile et comte de Provence, accorde des immunités aux études d'Avignon.
Elle se développe avec la présence des papes à Avignon, rivalisant avec les universités de Montpellier et Aix-en-Provence, jusqu'à accueillir 17 000 étudiants. Puis après le retour des papes à Rome, l'Université centré sur le droit perd de son prestige face aux Jésuites et aux séminaires. À la Révolution française, la ville est annexée à la France et l'université supprimée comme toutes les universités françaises par le décret du 15 septembre 1793.
En 1835, le département classé dans le ressort de l'académie de Nîmes, comporte un collège royale de 2e classe à Avignon qui compte 154 élèves, un collège à Apt, un à Carpentras, un à Orange et un à Valréas. On trouve une école primaire normale à Avignon et 294 écoles primaires, sur tout le département, fréquentées par 12016 élèves dont 8840 garçons pour 3176 filles. 34 communes sont privées d'école.
Avignon redevient universitaire en 1963, par l'ouverture d'un Centre d'enseignement supérieur scientifique, suivi l'année suivante de celle d'un Centre d'enseignement supérieur littéraire. Les deux entités dépendent respectivement de la Faculté des Sciences et de la Faculté des Lettres d'Aix-Marseille.
En 1972, les deux Unités d'enseignement et de recherche sont fusionnées dans un centre universitaire, qui devient université de plein exercice (indépendante de l'Université d'Aix-Marseille) le 17 juillet 1984 sous le nom d'Université d'Avignon et des Pays de Vaucluse. À cette époque, trois UFR (Lettres et Sciences Humaines, Sciences Exactes et Naturelles, Sciences et Langages Appliqués) se partageaient 2000 étudiants.
Le quatrième pôle, le juridique, sera issu de la création d'une faculté de droit en lieu et place d'une annexe de l'Université d'Aix Marseille III. Suivront par la suite un Institut Universitaire de Technologie en 1990 et un Institut Universitaire Professionnalisé en 1992.
Pour éviter une trop grande dispersion des étudiants (il y avait 10 sites d'implantation en 1991) et redynamiser le centre-ville, il est décidé de déplacer les différentes formations au sein d'un site unique, apte à accueillir des équipements collectifs (Bibliothèque et restaurant universitaires notamment). L'aménagement de l'ancien hôpital Sainte-Marthe est lancé, et aboutit à la rentrée 1997.